# House of Beer
House of Beer A/S var en dansk importør af specialøl som Carlsberg Danmark i 2002 etablerede som et 100 % eget datterselskab til at importere udenlandske ølmærker til Danmark. Enkelte af de importerede øl blev brygget af Carlsberg-bryggerier i udlandet såsom Holsten Brauereis Duckstein, men primært var øllene fra et udvalg af fremmede bryggerier, heriblandt dog også danske GourmetBryggeriet og Nørrebro Bryghus, der blev distribueret gennem selskabet. I 2010 valgte Carlsberg Danmark at lukke House of Beer A/S.